# Anke Birnie
Anke Birnie (n. 1943, Doornspijk⁠(d), Gelderland, Țările de Jos) este o sculptoriță olandeză cunoscută pentru bronzurile sale figurative.

## Legături externe
- Official Anke Birnie website
- Galerie Terbeek Arhivat în 8 august 2020, la Wayback Machine.
- Curriculum vitae Arhivat în 13 ianuarie 2020, la Wayback Machine.